# Eduard Holst
Eduard Holst (1843 Copenhague - 4 de febrero de 1899 Nueva York) fue un dramaturgo, compositor, actor, bailarín y maestro de danza de Dinamarca. En ocasiones su nombre es escrito como Edward Holst o Edvard Holst
Entre sus composiciones se encuentran canciones y solos de piano. Fue un compositor muy prolífico y en una biografía de 1907 se afirma que llegó a componer más de 2.000 obras. 

## Obras
- 1887 - Bloom & Blossom, vals.
- 1887 - Autumn Leaf, una polka infantil.
- 1888 - Dance of The Demon.

- Our National Guardsmen, ded. to: Col. Emmons Clark 7th Regiment N.G.S.N.Y. (1889)
- Follow Me (March) (1890)
- La Tanda (Spanish Dance) (1892)
- Young Hearts (Polka) (1892)
- Marine Band March (1893)
- Lily Waltz (1895)
- Violet Galop (1895)
- Lilac York Dance (1895)
- Carnation March (1895)
- Pansy Polka (1895)
- Rose Gavotte (1895)
- Brocken Revels (Grand Galop De Concert) (1896)
- Bicycle Race (Galop) (1897)

- 1897 - Our Flats, una ópera cómica, premiada en 1897 en Nueva York.
- 1898 - Battle of Manila.
- Shower of Melodies, una obra en seis partes para niños
- Marine Band March(1893).
- Hot Water, una comedia.
- Shooting Stars Galop.
- The Little Maid in Pink.
- Revel of the Witches.

- Hot Water, a comedy
- Shooting Stars Galop
- The Little Maid in Pink
- Boys of Columbia (Two Step)
- Danse Espanola
- March of the Dwarfs
- Sweet Clover Waltz
- Revel of the Witches'

- Datos: Q5340412
- Multimedia: Eduard Holst / Q5340412